# Huperzia pearcei
Huperzia pearcei là một loài thực vật có mạch trong Họ Thạch tùng. Loài này được (Baker) Holub mô tả khoa học đầu tiên năm 1985.